# منطقه مرکزی درعا
منطقه مرکزی درعا (عربی: منطقة درعا) منطقهٔ مرکزی استان درعا است. در سرشماری سال ۲۰۰۴ جمعیت آن بالغ بر ۴۲۸٬۶۸۱ برآورد شد. پایتخت این منطقه شهر درعا است.